# Johan Erik Ringström
Johan Erik Ringström (Roslagen, 1746 – Stockholm, 1820) svéd sinológus.

## Élete, munkássága
Ringström egyetemi tanulmányait az Uppsalai Egyetemen folytatta, majd a francia hadseregben katonaként szolgált. A katonaságtól leszerelve Párizsban kínait és japánt tanult Joseph de Guignes-nél. Ezt követően beutazta Spanyolországot, Portugáliát és Itáliát.
Svédországba hazatérte után fordítóként dolgozott az elkövetkezendő mintegy negyven éven át. E munkája mellett írt egy kínai nyelvtan könyvet, valamint összeállított a kínai szótárat (1827) és egy karibi–svéd szótárat (1806).
Hazatérése után lett Ringström fordító az irodában, olyan helyzetben, amikor ő tartott 40 évig. Ráadásul ő lehetett szószólója. Kézírás, ő fejlesztette ki, ez idő alatt a kínai nyelvtani, egy kínai szótár (a latin kínai, 1813) és a Karib-Svéd szótár (1806), mind a Királyi Könyvtár.
A kínai birodalomról írt átfogó műve csak halála után 1827-ben jelent meg. Számos műve, írása kéziratban maradt és mára elveszett. Utolsó éveit szegénységben, elfeledve töltötte.

## Fordítás
- Ez a szócikk részben vagy egészben  a   Johan Erik Ringström című svéd Wikipédia-szócikk ezen változatának fordításán alapul.  Az eredeti cikk szerkesztőit annak laptörténete sorolja fel. Ez a jelzés csupán a megfogalmazás eredetét és a szerzői jogokat jelzi, nem szolgál a cikkben szereplő információk forrásmegjelöléseként.